# I Am the Night
I Am the Night är det amerikanska heavy metal-bandet Panteras tredje studioalbum, släppt 1985 med skivbolaget Metal Magic Records.

## Låtlista

### A-sida
Alla låtar är komponerade av Pantera, om inget annat anges.
| Nr | Titel                  | Längd |
| -- | ---------------------- | ----- |
| 1. | Hot and Heavy          | 4:06  |
| 2. | I Am the Night         | 4:26  |
| 3. | Onward We Rock         | 3:55  |
| 4. | D*G*T*T*M              | 1:45  |
| 5. | Daughters of the Queen | 4:15  |

### B-sida
| Nr           | Titel             | Längd |
| ------------ | ----------------- | ----- |
| 6.           | Down Below        | 2:39  |
| 7.           | Come-On Eyes      | 4:12  |
| 8.           | Right on the Edge | 4:05  |
| 9.           | Valhalla          | 4:05  |
| 10.          | Forever Tonight   | 4:10  |
| Total längd: | Total längd:      | 37:51 |